# Ex voto di Carlo VI

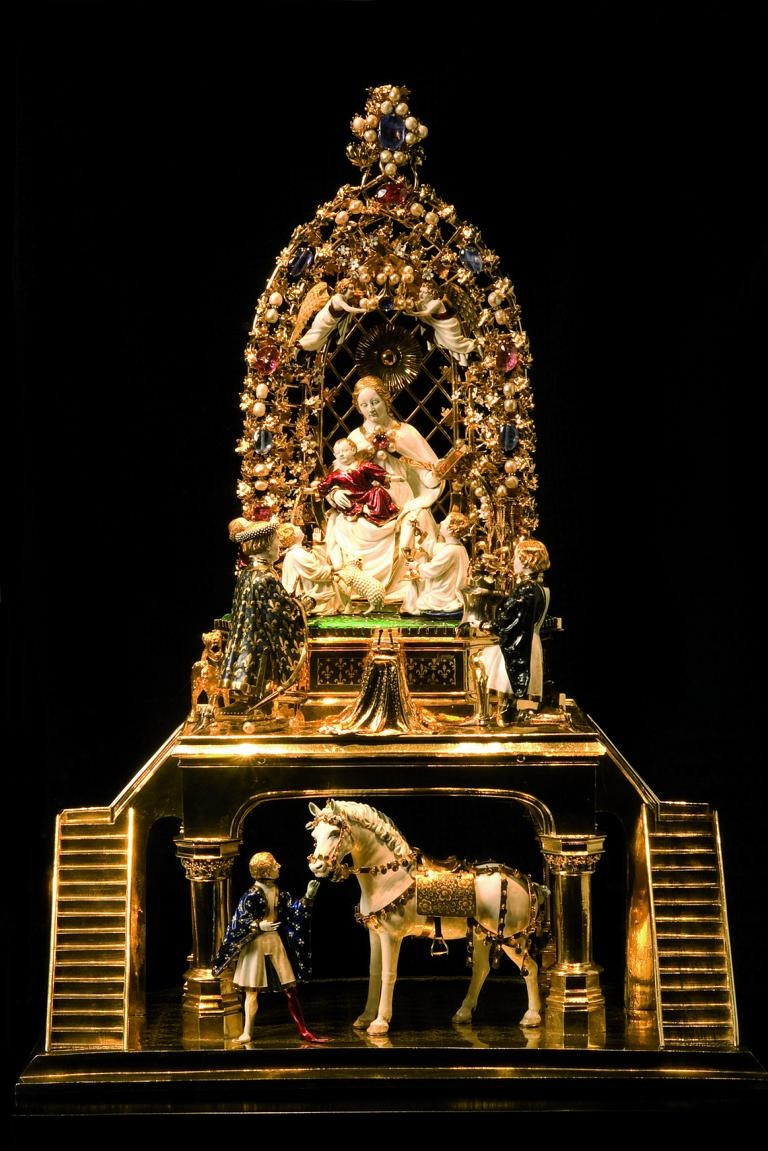
Il Cavallino d'oro

L'Ex voto di Carlo VI è un capolavoro dell'oreficeria tardogotica, conservato nel Tesoro della cattedrale-santuario ad Altötting in Germania. Si tratta di un insieme raffigurante la Madonna col Bambino adorata da Carlo VI in oro, smalto e pietre preziose, alto 62 cm e risalente al 1403-1404. A causa della realistica immediatezza del cavallino in smalto raffigurato in basso, l'ex voto è chiamato anche popolarmente Il cavallino bianco ("Weisses Rössl") o dorato ("Goldenes Rössl").

## Storia e descrizione
L'opera venne inizialmente commissionata da Isabella di Baviera come regalo per il marito Carlo per il capodanno 1404; in seguito venne donata al santuario di Altötting come ringraziamento di ex voto.
L'opera è uno dei migliori esempi della straordinaria ricchezza e perfezione formale raggiunta dall'oreficeria cortese dell'epoca. Prodotto a Parigi (ma alcuni ipotizzano anche a Milano), si compone di due registri: in basso, sotto una specie di porticato sorretto da pilastrini, si trova lo scudiero del re, riccamente abbigliato, che guarda il cavallo bianco del sovrano, dalla straordinaria sellatura e bardature in oro; due rampe di scale simmetriche portano idealmente al piano superiore, dove sopra un altare si trova Maria e il Bambino incorniciata da una spettacolare cuspide d'oro, perle e pietre preziose, che richiama il tradizionale pergolato di rose mariano. La Madonna regge in mano un libro di salmi e nell'altra il Bambino, che sembra dimenarsi irrequieto. Ai suoi piedi si trovano tre bambini vestiti da cherichetti (Giovanni Battista, Giovanni Evangelista e Santa Caterina come fanciulli), uno con il calice eucaristico e l'altro che gioca con un agnello, un richiamo alla Passione di Cristo.
In ginocchio ai piedi dell'altare stanno Carlo VI, a sinistra, con le mani giunte, vestito col mantello coperto dai gigli di Francia, e dall'altra un paggio che tiene l'elmo del re, secondo il cerimoniale aristocratico che all'epoca rivestiva un'importanza fondamentale come mezzo di distinzione aristocratica nel generale emergere della borghesia.